# Emmanuelle Béart
Emmanuelle Béart (Gassin, 14 d'agost de 1963) és una actriu de cinema francesa.

## Biografia
Emmanuelle Béart és filla del cantant i poeta Guy Béart i de l'actriu Geneviève Galéa. La seva mare té orígens grecs, croats i de Malta i el seu pare és d'origen jueu sefardita i també amb orígens suecs i russos.
Als 11 anys va fer la seva primera pel·lícula a Demain les mômes. A la seva adolescència visqué un temps a Montreal, Canadà i tornà a França on estudià teatre a París.
L'any 1986 obté el seu primer paper important treballant junt amb Yves Montand al film Manon des sources (Manon de les fonts) i obté un premi César a la millor actriu no protagonista.
Després d'un matrimoni acabat en divorci amb l'actor Daniel Auteuil, qui també treballava en el film Manon des sources es va casar amb Michael Cohen. Va tenir una filla l'any 1992 amb Daniel Auteuil i un fill el 1996 amb el músic David Moreau.
És ambaixadora de l'UNICEF.
Durant el període de Nadal de 2006 va ser model de llenceria íntima i l'organisme feminista suec "Feministisk initiativ", va qualificar la seva campanya publicitària de pornografia.

## Filmografia

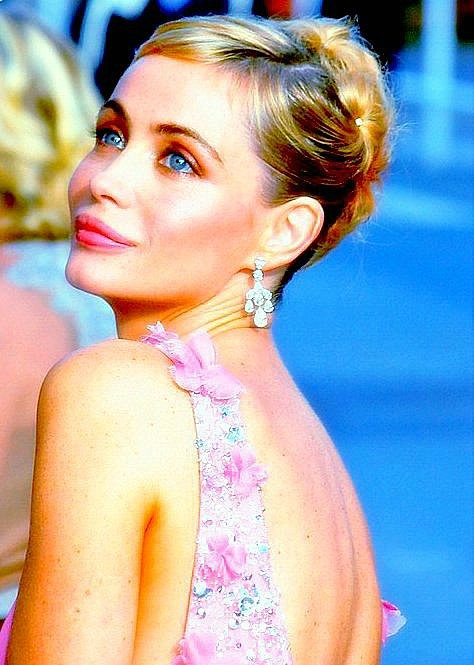
Emmanuelle Béart el 2004

- Com una llebre acorralada (La Course du lièvre à travers les champs) (1972)
- Demain les mômes (1976)
- Primers desitjos (Premiers désirs) (1983)
- Un amour interdit (1984)
- L'Amour en douce (1985)
- Manon des sources (1986)
- Date with an Angel (1987)
- À gauche en sortant de l'ascenseur (1988)
- Les Enfants du désordre (1989)
- Il viaggo di capitan fracasa (1990)
- La Belle Noiseuse (1991)
- Le bateau de Lu (1991)
- Un cor a l'hivern (Un cœur en hiver) (1992)
- La Belle Noiseuse: Divertimento (1992)
- Rupture(s) (1993)
- L'Enfer (1994)
- Nelly et Monsieur Arnaud (1995)
- Une Femme française (1995)
- Le dernier chaperon rouge (1996)
- Missió: Impossible (Mission: Impossible) (1996)
- Voleur de vie (1998)
- Don Juan (1998)
- Time Regained (1999)
- Elephant juice (1999)
- Season's Beatings (1999)
- Els destins sentimentals (Les Destinées sentimentales) (2000)
- Voyance et manigance (2001)
- La Répétition (2001)
- 8 femmes (2002)
- Searching for Debra Winger (2002)
- Histoire de Marie et Julien (2003)
- Nathalie... (2003)
- Strayed  (2003)
- A boire (2004)
- Un fil à la patte (2005)
- D'Artagnan et les trois mousquetaires (2005)
- L'infern (L'enfer) (2005)
- A Crime (2005)
- Els testimonis (2007)
- Disco (2008)
- Mes Stars et moi (2008)
- Vinyan (2008)
- Nous trois (2010)
- Ça commence par la fin (2010)
- Ma compagne de nuit (2011)
- Bye Bye Blondie (2012)
- Télé gaucho (2012)
- Par exemple, Électre (2013)
- My Mistress (2014)
- Els ulls grocs dels cocodrils (2014)
- Beyond the Known World (2017)

### Televisió
- Le grand Poucet (1980)
- Zacharius (1984)
- Raison perdue (1984)
- La femme de sa vie (1986)
- Et demain viendra le jour (1986)
- Les jupons de la révolution (1 episodi, 1989)